# Villano de Las Encartaciones
El Villano de Las Encartaciones és una raça de gos espanyola originària de la comarca de les Encartaciones (Biscaia), Àlaba, zona oriental de Cantàbria i nord de Castella i Lleó.
Era històricament un gos de treball versàtil, emprat en el maneig de bestiar i la guarda. Tot i això, al llarg del temps, la  població va disminuir considerablement i es van crear iniciatives per a recuperar i conservar la raça, pel seu valor cultural i funcional. El 2024 en restaven 220 mascles i 241 femelles registrats.

## Característiques
Es tracta d'un gos tranquil, bon guardià, però no agressiu amb les persones del seu entorn. És rústic, valent i fàcil d'ensinistrar. Tradicionalment ha estat dedicat a la captura de caps de bestiar i a la caça major.
Atènyen la grandària adulta amb menys d'un any, en femelles  uns 65-60 cm i en mascles uns 58-63 centímetres d'altura a la creu, i un pes que sol rondar els 35 quilograms. Té un pelatge atigrat de un a tres cm amb betes vermelloses i grises, i alguns el tenen gairebé negre per complet.

## Orígens
Aquest gos va sorgir quan els ramaders de les Encartaciones van seleccionar determinats encreuaments de l'antic Alà espanyol, quan cercaven un gos de presa més lleuger, ràpid, de presa potent i capaç de seguir els caps de bestiar per la muntanya durant llarg temps. Aquests gossos mai s'han dedicat a les baralles, de fet han precisat treballar en equip amb els seus congèneres i s'han desenvolupat en un entorn rural i familiar.